# پال داوسون (هنرپیشه)
پال داوسون (انگلیسی: Paul Dawson؛ زادهٔ ) یک نویسنده اهل ایالات متحده آمریکا است.